# Bank Hagakita
De Bank Hagakita is een Indonesische bank. De bank werd op 13 juli 2006 samen met landgenoot HagaBank opgekocht door de Nederlandse Rabobank.